# 源平貴久
源平 貴久（げんぺい たかひさ、1972年10月26日 - ）は静岡県清水市（現静岡市）出身の元サッカー選手、指導者。

## 来歴
小学4年の時に清水FCに参加してサッカーを始めた。高校は清水市立商業高校に進学し、1年生の時に第67回（1988年度）の全国高等学校サッカー選手権大会の優勝を経験し、2年生（1989年）と3年生（1990年）では全国高校総体サッカー大会（インターハイ）と全日本ユース選手権 で連覇した。
1991年、神奈川県川崎市にある専修大学経営学部に進学し、東京都大学サッカーリーグに所属していた同大学のサッカー部でプレーした。1995年の同大学卒業後は富士通に入社し、アマチュア選手としてジャパンフットボールリーグ（旧JFL）に所属して川崎市内で活動する川崎フロンターレの前身でもある富士通サッカー部でプレーした。卒業直後からレギュラーを獲得し、ルーキーイヤーの1995年と、チームが「富士通川崎」と改名した1996年には旧JFLで9割以上の試合に出場した。しかし、1997年にクラブが川崎フロンターレとしてプロクラブ化し、Jリーグ経験者を大量に補強すると出場試合数は減り、このシーズンでは公式戦での先発出場はなく、シーズン後半になってから試合終盤の選手交代で途中出場する起用にとどまった。1998年には旧JFL開幕戦から4試合連続で先発起用されたが、その後は負傷もあってベンチにも入らず、同年限りでフロンターレを退団した。
1999年、他のJリーグクラブへの移籍などは行わず、富士通社員のままで母校である専修大学サッカー部のコーチに就任し、2005年には同部の監督となった。同大学は2004年に初めて関東大学サッカーリーグ戦の2部に昇格し、2006年には同1部への昇格を果たした。この時は1年で2部に降格したが、2008年には再び1部に昇格し、チーム史上最高の6位となった。2009年には2部へ降格も1年で1部へ再昇格。昇格1年目の2011年シーズンには圧倒的な攻撃力を武器にリーグ戦を制し、その勢いのまま第60回全日本大学サッカー選手権大会も制した。関東大学サッカーリーグ戦では2011年シーズンから2014年シーズンにかけて4連覇を達成している。
また、退団後も富士通社員であり、指導する専修大学サッカー部も川崎市内で練習を行う事から、源平とフロンターレの関係は続いている。専修大学とフロンターレが練習試合をする事があり、2006年9月17日に行われたフロンターレ10周年記念のOB戦には源平が参加して1得点と1アシストを挙げた。

## 人物・評価
得点能力に優れたフォワード。各年の『JFL公式プログラム』では特にドリブルやスピードに秀でていると評され、女性ファンからの人気も高いと紹介されていた。

## 所属クラブ
- 1988年-1991年 清水市立商業高等学校
- 1991年-1995年 専修大学
- 1995年-1998年 富士通/富士通川崎/川崎フロンターレ

## 個人成績
| 国内大会個人成績 | 国内大会個人成績 | 国内大会個人成績 | 国内大会個人成績 | 国内大会個人成績 | 国内大会個人成績 | 国内大会個人成績 | 国内大会個人成績  | 国内大会個人成績 | 国内大会個人成績 | 国内大会個人成績 | 国内大会個人成績 |
| 年度             | クラブ           | 背番号           | リーグ           | リーグ戦         | リーグ戦         | リーグ杯         | リーグ杯          | オープン杯       | オープン杯       | 期間通算         | 期間通算         |
| 年度             | クラブ           | 背番号           | リーグ           | 出場             | 得点             | 出場             | 得点              | 出場             | 得点             | 出場             | 得点             |
| 日本             | 日本             | 日本             | 日本             | リーグ戦         | リーグ戦         | リーグ杯         | リーグ杯          | 天皇杯           | 天皇杯           | 期間通算         | 期間通算         |
| ---------------- | ---------------- | ---------------- | ---------------- | ---------------- | ---------------- | ---------------- | ----------------- | ---------------- | ---------------- | ---------------- | ---------------- |
| 1995             | 富士通           | 24               | 旧JFL            | 28               | 8                | -                | -                 |                  |                  |                  |                  |
| 1996             | 富士通川崎       | 8                | 旧JFL            | 27               | 7                | -                | -                 |                  |                  |                  |                  |
| 1997             | 川崎             | 8                | 旧JFL            | 14               | 1                | -                | -                 | 3                | 1                | 17               | 2                |
| 1998             | 川崎             | 8                | 旧JFL            | 4                | 0                | 0                | 0                 | 0                | 0                | 4                | 0                |
| 日本             | 日本             | 旧JFL            |                  | 73               | 15               | 0                | 0\|\|\|\|\|\|\|\| |                  |                  |                  |                  |

## エピソード
- 源平が所属した時の清水商業高校は有力な選手が揃っていた。1学年上には藤田俊哉、同学年には大岩剛、薩川了洋、名波浩、山田隆裕、1学年下には望月重良など、後にJリーグや日本代表で活躍する選手達がいた。
- 専修大学サッカー部には全国高校選手権の決勝戦で対戦した市立船橋高校出身の選手として、1学年上に中川秀樹（ヒデ）、同学年に脇田寧人（ワッキー）がいた。中川と脇田が後にペナルティを結成し、2005年にサッカーの技術や戦術に関する本、『ペナルティと一緒に!ファンファンサッカー―サッカーをもっと楽しむ本』を出版した際、源平は技術監修を担当した[5]。